# Troy Brouwer
Troy Brouwer (ur. 17 sierpnia 1985 w Vancouver) – kanadyjski profesjonalny hokeista grający na pozycji napastnika. Obecnie występuje w Florida Panthers z National Hockey League (NHL). Wcześniej również reprezentował barwy St. Louis Blues, Chicago Blackhawks, Washington Capitals i Calgary Flames. w 2010 roku z drużyną Jastrzębi zdobył Puchar Stanleya.

## Kariera
Troy Brouwer urodził się w Vancouver 17 sierpnia 1985. Jako nastolatek uczęszczał do North Dakota Secondary School. Podczas 2004 NHL Entry Draft został wybrany z numerem 214 przez Chicago Blackhawks. Juniorską karierę spędził w WHL w zespole Moose Jaw Warriors. W ostatnim sezonie z Wojownikami (2005-06) został kapitanem a z 49 golami i 53 asystami liderował w statystykach swojego zespołu na koniec sezonu.102 punkty Brouwera były również najlepszym wynikiem w całej WHL, za co został nagrodzony Bob Clarke Trophy. W czerwcu 2006 Brouwer podpisał 3-letni kontrakt z Blackhawks.
Sezon 2006-07 Brouwer spędził w Norfolk Admirals, filli Blackhawks występującej w AHL. Rozgrywki zakończył z 79 punktami. Został też wybrany do drużyny AHL All-Rookie i drugiej drużyny All-Star. W tym sezonie zadebiutował również w NHL, 10 razy pojawiając się na lodowisku w koszulce Blackhawks. W drużynie z Chicago Brouwer występował ze swoimi kolegami z drużyny młodzieżowej Pacific Vipers: Colinem Fraserem, Brentem Seabrookiem i Andrew Laddem.
W sezonie 2007-08 Brouwer pozostał w AHL, ale tym razem w zespole Rockford IceHogs, nowej filii Chicago Blackhawks. Chociaż jego skuteczność względem poprzednich rozgrywek spadła do 54 punktów w 75 meczach, to zdołał strzelić rekordowe w skali drużyny 25 goli będąc w przewadze (power play), o dwie mniej od rekordu AHL Mitcha Lamoureux. Otrzymując powołania na 2 spotkania Blackhawks, Brouwer zdobył swój pierwszy punkt dzięki asyście 23 marca 2008 w meczu z St. Louis Blues. 9 czerwca 2010 Brouwer zdobył swój pierwszy Puchar Stanleya.
24 czerwca 2011 roku został oddany Washington Capitals w zamian za prawo wyboru w pierwszej rundzie draftu. 6 lipca 2011 podpisał dwuletni, opiewający na 4,7 mln dolarów kontrakt z Capitals.
W sezonie 2011-12, 13 stycznia 2012 zdobył swój pierwszy w NHL hat-trick przeciwko Tampa Bay Lightning. 12 września 2012 Brouwer przedłużył kontrakt z Capitals na kolejne 3 lata.
2 lipca 2015 drużyny Washington Capitals i St. Louis Blues dokonały wymiany, na mocy której do Bluesmanów przenieśli się Troy Brouwer i Pheonix Copley a w drugą stronę powędrował T.J. Oshie. Drużyna z St. Louis otrzymała również prawo wyboru w 3 rundzie draftu w 2016 roku.
25 kwietnia 2016 zdobył bramkę w trzeciej tercji 7 spotkania play-off, eliminując byłych kolegów i broniących tytułu Chicago Blackhawks.
1 lipca 2016 roku został wolnym agentem. Sam zawodnik wyraził zainteresowanie grą w zespole z rodzinnego miasta Vancouver Canucks. Ostatecznie, tego samego dnia podpisał kontrakt z Calgary Flames na 4 lata wart 18 mln dolarów. Po najsłabszym sezonie w karierze (22 zdobyte punkty) drużyna z Calgary wykupiła kontrakt Brouwera, a zawodnik został wolnym agentem. Pod koniec sierpnia 2018 podpisał roczny kontrakt z Florida Panthers.

## Statystyki

### Sezon regularny i play-off
| 2001–02   | Moose Jaw Warriors  | WHL       | 13  | 0   | 0   | 0   | 7   | —   | —  | —  | —  | —  |
| 2002–03   | Moose Jaw Warriors  | WHL       | 59  | 9   | 12  | 21  | 54  | 13  | 1  | 2  | 3  | 14 |
| 2003–04   | Moose Jaw Warriors  | WHL       | 72  | 23  | 26  | 49  | 111 | 10  | 3  | 0  | 3  | 12 |
| 2004–05   | Moose Jaw Warriors  | WHL       | 71  | 22  | 25  | 47  | 132 | 5   | 1  | 2  | 3  | 8  |
| 2005–06   | Moose Jaw Warriors  | WHL       | 72  | 49  | 53  | 102 | 122 | 17  | 10 | 4  | 14 | 34 |
| 2006–07   | Norfolk Admirals    | AHL       | 66  | 41  | 38  | 79  | 70  | 6   | 1  | 0  | 1  | 4  |
| 2006–07   | Chicago Blackhawks  | NHL       | 10  | 0   | 0   | 0   | 7   | —   | —  | —  | —  | —  |
| 2007–08   | Rockford IceHogs    | AHL       | 75  | 35  | 19  | 54  | 154 | 12  | 5  | 4  | 9  | 16 |
| 2007–08   | Chicago Blackhawks  | NHL       | 2   | 0   | 1   | 1   | 0   | —   | —  | —  | —  | —  |
| 2008–09   | Rockford IceHogs    | AHL       | 5   | 2   | 6   | 8   | 20  | —   | —  | —  | —  | —  |
| 2008–09   | Chicago Blackhawks  | NHL       | 69  | 10  | 16  | 26  | 50  | 17  | 0  | 2  | 2  | 12 |
| 2009–10   | Chicago Blackhawks  | NHL       | 78  | 22  | 18  | 40  | 66  | 19  | 4  | 4  | 8  | 8  |
| 2010–11   | Chicago Blackhawks  | NHL       | 79  | 17  | 19  | 36  | 38  | 7   | 0  | 0  | 0  | 11 |
| 2011–12   | Washington Capitals | NHL       | 82  | 18  | 15  | 33  | 61  | 14  | 2  | 2  | 4  | 8  |
| 2012–13   | Washington Capitals | NHL       | 47  | 19  | 14  | 33  | 28  | 7   | 1  | 1  | 2  | 10 |
| 2013–14   | Washington Capitals | NHL       | 82  | 25  | 18  | 43  | 92  | —   | —  | —  | —  | —  |
| 2014–15   | Washington Capitals | NHL       | 82  | 21  | 22  | 43  | 53  | 14  | 0  | 3  | 3  | 10 |
| 2015–16   | St. Louis Blues     | NHL       | 82  | 18  | 21  | 39  | 62  | 20  | 8  | 5  | 13 | 26 |
| 2016–17   | Calgary Flames      | NHL       | 74  | 13  | 12  | 25  | 31  | 4   | 0  | 2  | 2  | 0  |
| 2017–18   | Calgary Flames      | NHL       | 76  | 6   | 16  | 22  | 53  | —   | —  | —  | —  | —  |
| 2018–19   | Florida Panthers    | NHL       | —   | —   | —   | —   | —   | —   | —  | —  | —  | —  |
| NHL razem | NHL razem           | NHL razem | 763 | 169 | 172 | 341 | 541 | 102 | 15 | 19 | 34 | 85 |

### Międzynarodowe
| Rok              | Zespół           | Turniej          | Wynik            | M | G | A | Pkt | Karne |
| ---------------- | ---------------- | ---------------- | ---------------- | - | - | - | --- | ----- |
| 2014             | Kanada           | MŚ               | 5.               | 8 | 0 | 1 | 1   | 4     |
| Seniorskie razem | Seniorskie razem | Seniorskie razem | Seniorskie razem | 8 | 0 | 1 | 1   | 4     |

## Nagrody i wyróżnienia
| Nagroda                              | Rok  |
| ------------------------------------ | ---- |
| WHL                                  |      |
| Pierwsza Drużyna East All-Star       | 2006 |
| Bob Clark Trophy                     | 2006 |
| AHL                                  |      |
| Drużyna All-Rookie                   | 2007 |
| Druga Drużyna All-Star               | 2007 |
| Mecz Gwiazd AHL                      | 2007 |
| NHL                                  |      |
| Puchar Stanleya z Chicago Blackhawks | 2010 |